# Jessica Zelinka
Jessica Zelinka (London, 3 settembre 1981) è un'ex multiplista canadese.

## Biografia
Zelinka ha gareggiato alla sua prima gara di eptathlon a 16 anni e debuttato nei circuiti internazionali nel 2000. Nel 2005 ha debuttato con la nazionale seniores ai Mondiali in Finlandia 2005. Nel 2006 ha presto parte ai suoi primi Giochi del Commonwealth, manifestazione in cui successivamente ha vinto due medaglie d'argento nel 2010 e nel 2014.
Nel 2007 ha vinto una medaglia d'oro ai Giochi panamericani e l'anno seguente si è classificata quarta ai Giochi olimpici di Pechino 2008. Nella stessa edizione dei Giochi ha gareggiato anche nella finale dei 100 metri ostacoli. Nel 2012 è tornata a Londra 2012 senza finire la competizione multipla.
Nel 2009 ha avuto una figlia dall'pallanuotista connazionale Nathaniel Miller.

## Palmarès
| Anno | Manifestazione          | Sede           | Evento    | Risultato  | Prestazione | Note |
| ---- | ----------------------- | -------------- | --------- | ---------- | ----------- | ---- |
| 2000 | Mondiali U20            | Santiago       | Eptathlon | 5ª         | 5688 p.     |      |
| 2005 | Mondiali                | Helsinki       | Eptathlon | 11ª        | 6097 p.     |      |
| 2006 | Giochi del Commonwealth | Melbourne      | Eptathlon | 4ª         | 6213 p.     |      |
| 2007 | Giochi panamericani     | Rio de Janeiro | Eptathlon | Oro        | 6136 p.     |      |
| 2008 | Giochi olimpici         | Pechino        | Eptathlon | 4ª         | 6490 p.     |      |
| 2010 | Giochi del Commonwealth | Nuova Delhi    | Eptathlon | Argento    | 6100 p.     |      |
| 2011 | Mondiali                | Taegu          | Eptathlon | 8ª         | 6268 p.     |      |
| 2012 | Giochi olimpici         | Londra         | 100 m hs  | 6ª         | 12"69       |      |
| 2012 | Giochi olimpici         | Londra         | Eptathlon | 5ª         | 6480 p.     |      |
| 2013 | Mondiali                | Mosca          | 100 m hs  | Semifinale | 13"12       |      |
| 2014 | Giochi del Commonwealth | Glasgow        | Eptathlon | Argento    | 6270 p.     |      |
| 2015 | Giochi panamericani     | Toronto        | Eptathlon | dnf        | dnf         |      |